# Glenn Gould Prize

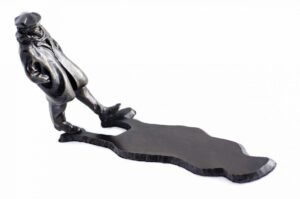
Glenn Gould Prize socha je dílem od kanadské sochařky Ruth Abernethy. Zobrazuje osamělého Goulda, který kráčí jednoho pozdního zimního dne se sluncem nízko na obloze, a tvoří protáhlý bronzový stín postavy.

Glenn Gould Prize je hudební ocenění, které je udíleno nadací Glenn Gould Foundation. Je věnováno památce kanadského klavíristy Glenna Goulda a je udělováno umělcům, kteří se zasloužili o kulturu v oblasti hudby. Celkem čtyřikrát ocenění získali další Kanaďané, v ostatních případech pak osoby z různých jiných zemí. Poprvé byla udělena v roce 1987 a následně každé tři roky; tento systém se změnil v roce 2013, kdy byla udělena po dvou letech (tentokrát ji rovněž poprvé dostala osoba z jiné než hudební oblasti).

## Ocenění
- 1987: R. Murray Schafer
- 1990: Yehudi Menuhin
- 1993: Oscar Peterson
- 1996: Tóru Takemicu
- 1999: Yo-Yo Ma
- 2002: Pierre Boulez
- 2005: André Previn
- 2008: José Antonio Abreu
- 2011: Leonard Cohen
- 2013: Robert Lepage[1]
- 2015: Philip Glass
- 2018: Jessye Norman